# Завичајни музеј у Улцињу
Завичајни музеј у Улцињу или једноставно Музеј Улциња (алб. Muzeu i Ulqinit) је завичајни музеј који се налази у Калаји, Улцињ, Црна Гора.
Кроз експонате из археолошке, етнографске и умјетничке збирке, у Завичајном музеју је представљен живот у Улцињу од 5. вијека прије нове ере до турског периода.
Музеј се налази у цркви-џамији, која је подигнута као црква 1510. године, а коју су Турци 1571. године претворили у џамију. У оквиру археолошке збирке налази се изложба античке грчке и римске керамике, стакла, кованог новца као и предмета који приказују вријеме владавине династија Војислављевића и Балшића. У дијелу изложбе који приказује предмете из етнографске збирке, налазе се народне ношње, углавном албанске, накит и домаћи занати који показују разноликост фолклорног стваралаштва на овим просторима.
Музеј је подијељен на:
- Археолошки музеј (у згради цркве-џамије)
- Етнолошки музеј
- Умјетничка галерија (у Кули Балшића)
- Остали археолошки експонати (у ћелијама које окружују пијацу робова)